# Kiriłł Kaprizow
Kiriłł Olegowicz Kaprizow, ros. Кирилл Олегович Капризов (ur. 26 kwietnia 1997 w Nowokuźniecku) – rosyjski hokeista, reprezentant Rosji, olimpijczyk.

## Kariera klubowa
- Kuznieckie Miedwiedi Nowokuźnieck (2013-2016)
- Mietałłurg Nowokuźnieck (2014-2016)
- Saławat Jułajew Ufa (2016-2017)
- CSKA Moskwa (2017-2020)
- Minnesota Wild (2020-)

Wychowanek klubu z Nowokuźniecka. W 2013 rozpoczął występy w juniorskich rozgrywkach MHL edycji 2013/2014 w barwach drużyny. W KHL Junior Draft w 2014 został wybrany przez macierzysty klub Mietałłurg Nowokuźnieck z numerem 1. Wówczas został zawodnikiem tego zespołu i w wieku 17 lat rozpoczął występy w elitarnych, seniorskich rozgrywkach KHL edycji 2014/2015. W drafcie NHL z 2015 został wybrany przez amerykański klub Minnesota Wild z numerem 135. W sierpniu 2015 przedłużył kontrakt z Mietałłurgiem o trzy lata. Od maja 2016 zawodnik Saławatu Jułajew Ufa. Od maja 2017 zawodnik CSKA Moskwa. W lipcu 2020 ogłoszono jego dwuletni kontrakt wstępujący z Minnesota Wild. We wrześniu 2021 ogłoszono, że przedłużył kontrakt z klubem o pięć lat.

## Kariera reprezentacyjna
W barwach Rosji uczestniczył w turniejach mistrzostw świata do lat 18 edycji 2014 oraz do lat 20 edycji 2016, 2017. W ramach ekipy olimpijskich sportowców z Rosji brał udział w turnieju zimowych igrzysk olimpijskich 2018. W seniorskiej kadrze Rosji uczestniczył w turniejach mistrzostw świata edycji 2018, 2019.

## Sukcesy
Reprezentacyjne
- Brązowy medal mistrzostw świata juniorów do lat 20: 2017
- Złoty medal zimowych igrzysk olimpijskich: 2018
- Brązowy medal mistrzostw świata: 2019

Klubowe
- Puchar Kontynentu: 2019 z CSKA Moskwa
- Puchar Gagarina – mistrzostwo KHL: 2019 z CSKA Moskwa
- Złoty medal mistrzostw Rosji: 2019, 2020 z CSKA Moskwa

Indywidualne
- KHL (2014/2015):
  - Najlepszy pierwszoroczniak tygodnia – 12 października 2014, 9 listopada 2014
- Mistrzostwa Świata Juniorów w Hokeju na Lodzie 2017/Elita:
  - Pierwsze miejsce w klasyfikacji strzelców turnieju: 9 goli[6]
  - Pierwsze miejsce w klasyfikacji kanadyjskiej turnieju: 12 punktów[7]
  - Jeden z trzech najlepszych zawodników reprezentacji w turnieju[8]
  - Skład gwiazd turnieju[9]
  - Najlepszy napastnik turnieju[10]
- KHL (2016/2017):
  - Rekord w liczbie punktów w klasyfikacji kanadyjskiej w sezonie zasadniczym KHL wśród zawodników poniżej 20 roku życia: 42 (poprawił osiągnięcie Jewgienija Kuzniecowa)[11]
- KHL (2017/2018):
  - Skład gwiazd miesiąca – październik 2017[12]
- Hokej na lodzie na Zimowych Igrzyskach Olimpijskich 2018 – turniej mężczyzn:
  - Zdobywca zwycięskiego gola w dogrywce meczu finałowego turnieju 25 lutego 2018 przeciw Niemcom (4:3)[13]
  - Drugie miejsce w klasyfikacji strzelców turnieju: 5 goli[14]
  - Drugie miejsce w klasyfikacji kanadyjskiej turnieju: 9 punktów[15]
  - Trzecie miejsce w klasyfikacji +/− turnieju: +7[16]
- Mistrzostwa Świata w Hokeju na Lodzie 2018/Elita:
  - Czwarte miejsce w klasyfikacji strzelców turnieju: 6 goli[17]
- KHL (2018/2019):
  - Pierwsze miejsce w klasyfikacji strzelców w sezonie zasadniczym: 30 goli
    - Pierwsze miejsce w klasyfikacji strzelców zwycięskich goli meczowych w sezonie zasadniczym: 11 goli

  - Piąte miejsce w klasyfikacji +/− w sezonie zasadniczym: +34
  - Nagroda Bezcennej Ligi dla zawodnika
- KHL (2019/2020):
  - Najlepszy napastnik miesiąca – luty 2020[18]
  - Pierwsze miejsce w klasyfikacji strzelców w sezonie zasadniczym: 33 gole
    - Czwarte miejsce w klasyfikacji strzelców zwycięskich goli meczowych w sezonie zasadniczym: 6 goli

  - Trzecie miejsce w punktacji kanadyjskiej w sezonie zasadniczym: 62 punkty
  - Piąte miejsce w klasyfikacji +/− w sezonie zasadniczym: +32

Wyróżnienie
- Zasłużony Mistrz Sportu Rosji w hokeju na lodzie (2018)[19]

Odznaczenie
- Order Przyjaźni (27 lutego 2018)[20]